# Georg Miskar
Georg Miskar, född 28 april 1924 i Lednice (Eisgrub) i dåvarande Tjeckoslovakien, död 13 december 2011 i Ekerö församling, Stockholms län, var en svensk arkitekt.

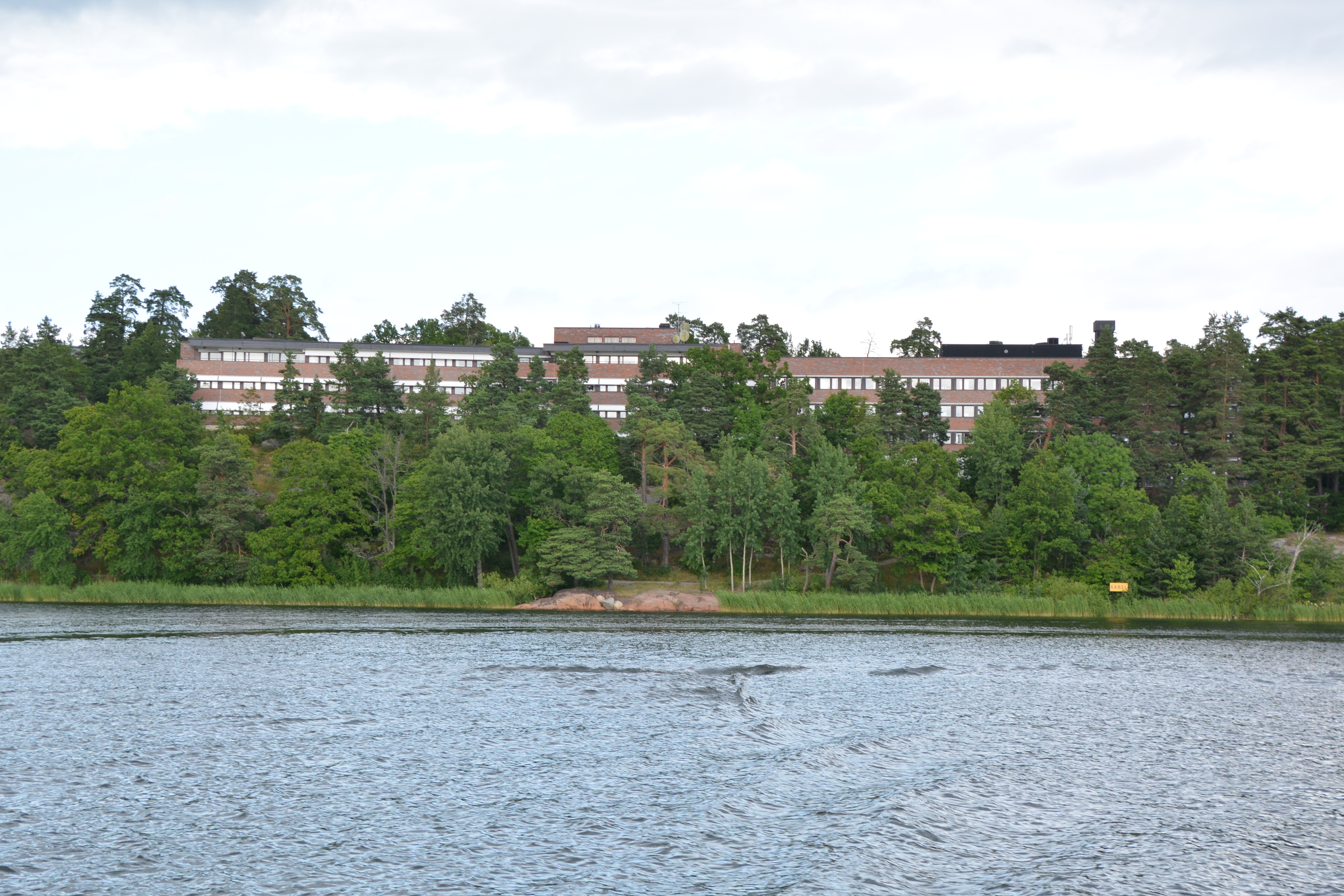
Domänverkets huvudkontor i Bergshamra

Miskar utexaminerades från Technische Hochschule i Graz 1952, var assistent där och senare anställd på Harry Eglers stadsplanebyrå i Stockholm, på Lennart Uhlins och Lars Malms arkitektkontor samt delägare i Uhlin & Malm Arkitektkontor AB. Miskar ritade bland annat Domänverkets huvudkontor i Bergshamra, som nästan genast utlokaliserades till Falun. Då fick Georg i uppdrag att rita även detta. Han var också arkitekten bakom många fina skolor i Flen, Själevad, Alnön och Söderhamn. 